# Ça Ira (canção)

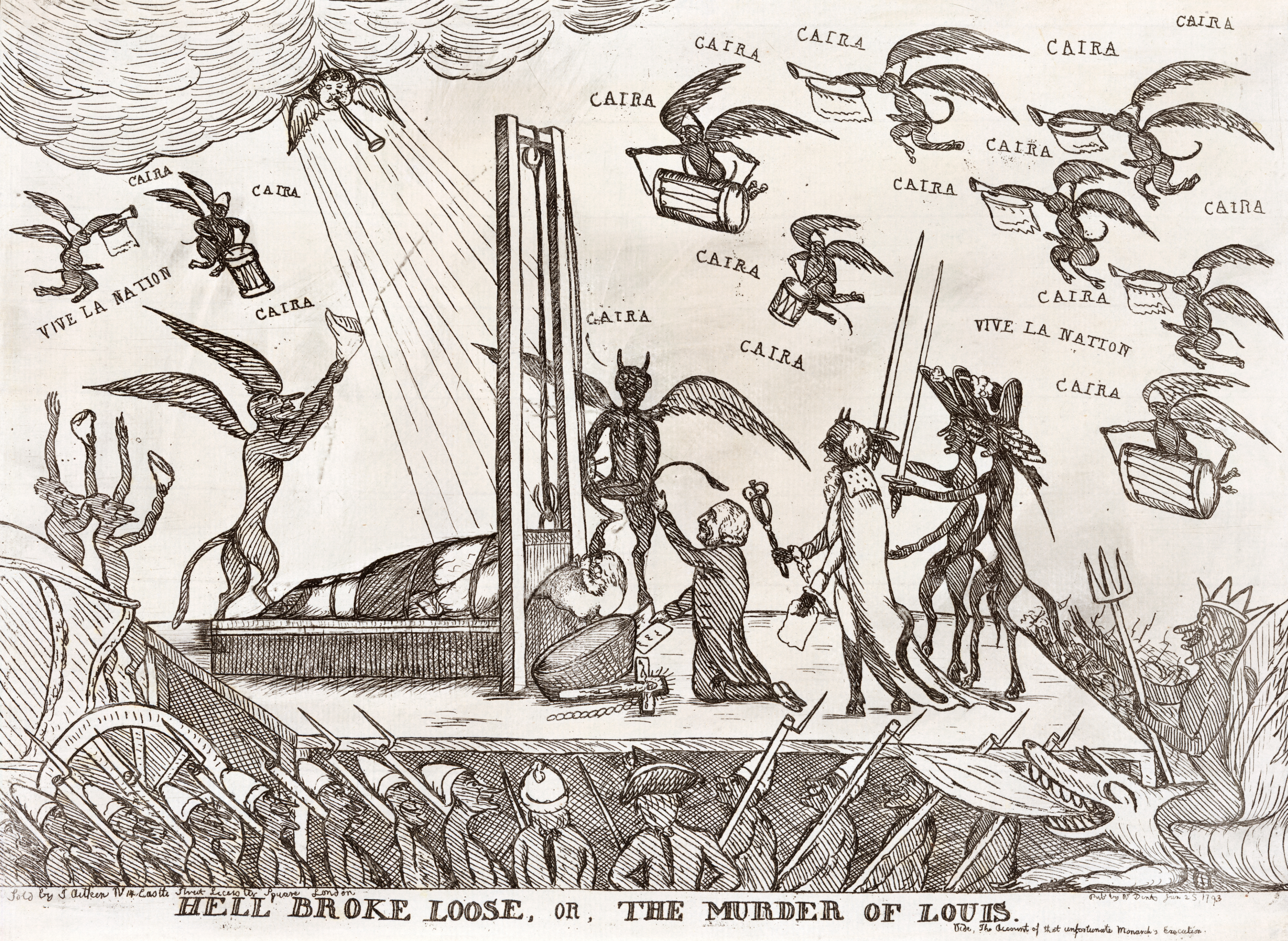
Demônios no céu cantam "Ça ira" como a lâmina da guilhotina corta a cabeça do Rei Luís XVI nesta impressão feita na Inglaterra publicada apenas quatro dias após a execução do rei, em 21 de janeiro de 1793.

"Ça ira" ( [sa i.ʁa] ; do Francês: "Vai ficar tudo bem") é uma canção popular icônica da Revolução Francesa, ouvida pela primeira vez em maio do ano de 1790.  Sofreu diversas alterações na letra, todas utilizando as palavras do principal no título como parte do refrão da música.